# Argyphia varians
Argyphia varians là một loài bướm đêm trong họ Noctuidae.